# NGC 7376
NGC 7376 is een spiraalvormig sterrenstelsel in het sterrenbeeld Pegasus. Het hemelobject werd op 29 augustus 1864 ontdekt door de Duitse astronoom Albert Marth.

## Synoniemen
- ZWG 379.6
- KUG 2244+033
- PGC 69715